# كليمنت الثامن

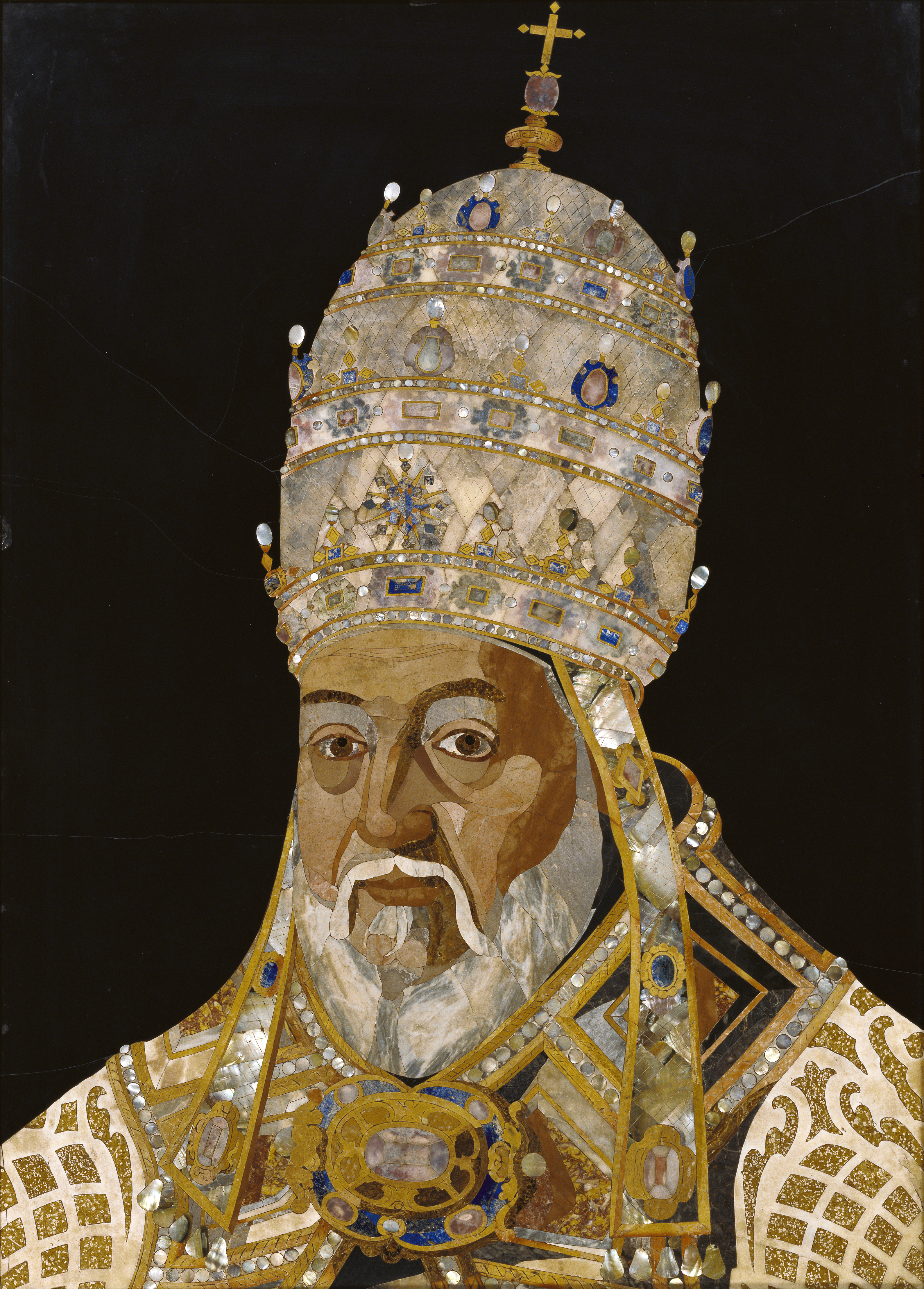
البابا كليمنت الثامن

البابا كليمنت الثامن (باللاتينية: Clemens VIII) ـ (24 فبراير 1536 ـ 3 مارس 1605) ـ ولد باسم إيبوليتو ألدوربرانديني (بالإيطالية: Ippolito Aldobrandini) ـ هو بابا الكنيسة الكاثوليكية من 30 يناير 1592 إلى 3 مارس 1605.

## روابط خارجية
- كليمنت الثامن على موقع الموسوعة البريطانية (الإنجليزية)
- كليمنت الثامن على موقع إن إن دي بي (الإنجليزية)